# Idothée fille de Protée
Pour les articles homonymes, voir Idothée et Ido (homonymie).
Dans la mythologie grecque, Idothée (grec ancien : Εἰδοθέα) est une divinité marine, fille de Protée. Euripide dans son Hélène la nomme Ido en tant qu'enfant, puis Théonoé « étant parvenue à l'âge mûr pour les noces » ; il lui donne en outre Psamathée pour mère, ce qui est contraire à la tradition dominante qui fait de cette dernière la femme d'Éaque.
Elle est essentiellement évoquée dans l’Odyssée d'Homère, où elle aide Ménélas lorsqu'il est encalminé sur l'île de Pharos. Elle lui conseille de se saisir de Protée l’immortel, son père, qui, étant prophète, pourra lui enseigner comment quitter l'île.
Elle est peut-être assimilée à Cabiro, fille de Protée selon Strabon (X, 3, 21), qui passe pour la mère des Cabires conçus avec Héphaïstos.

## Sources
- Euripide, Hélène [détail des éditions] [lire en ligne] (12-15).
- Homère, Odyssée [détail des éditions] [lire en ligne] (IV, 365 et suiv.).
- Hygin, Fables [détail des éditions] [(la) lire en ligne] (CXVIII).
- Nonnos de Panopolis, Dionysiaques [détail des éditions] [lire en ligne] (I, 36).